# 螺絲

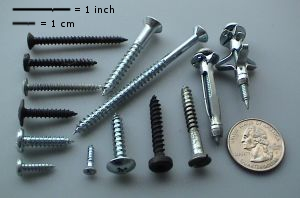
各種各類的螺絲（图片右下角是一枚作为参照物的硬币）

螺丝钉（英語：threaded screw）也简称螺钉（screw）或螺絲（汉语口语的误称，“螺丝”其实指的是螺纹），是一种常见的螺纹紧固件，在家具、電器、機械、建築物甚至骨科都广泛使用，一般材質為金屬或塑料。螺钉的主要功能是利用螺纹的正向力和摩擦力提供较为可靠的纵向拉力将两个物體接合在一起，或者提供可以固定某一物体位置的挂点。螺钉因为依赖螺纹抓固，可以比只依赖摩擦力的钉子更牢固，有需要时也可隨意移除或重新嵌緊并能重覆使用。
螺钉和螺栓在功能原理上相似，都是通过螺旋运动进行加固，但是不会配合螺帽使用。螺钉的结构与普通钉子相似，由钉头（head）和钉杆（shaft）两部分组成。主要起到固定作用的是钉杆，形状可呈圓柱、圆锥或柱锥混合形，外表全长或半长刻有倾斜盘绕的凹凸缘沟（螺紋），在旋转时可以嵌入并抓住紧贴的物体凹面并将纵向应力分散到螺纹的全部接触面上。螺钉通常会被拧入事先在目标物体上钻好的圆形凹洞内，通常为了抓固更稳可能还会在凹洞内壁刻入螺纹向应的螺旋线（即所谓的“内螺纹”或“阴性螺纹”）或嵌入内径与螺纹吻合的螺旋金属圈；而一些自攻螺钉（self-tapping screw）因为螺纹够坚硬可以在較軟的材料上切削出內螺紋；另外一些末端有尖头或攢頭设计的螺钉则干脆可以在尚未打孔的物体上钻出空洞并挤出内螺纹。
一般螺钉的头部直徑較大，常見的横截面形状的有圓形、方形、正六邊形等。如果钉头截面為多边形设计，可以用扳手套住钉头施加力矩轉動螺钉；如果钉头截面是圓形，则顶部通常会凹槽或凹洞，以便插入螺钉旋具轉動螺钉。最常見圆式钉头的凹纹有一字型和十字型（“菲利普斯型”），此外还有多边形的凹纹比如方形、六角形和星形等等。較突出的頂部亦令螺絲不會鑽得太深入而穿過物料，及提高螺絲對物料的壓力。有些螺絲不會設計較大直徑的頂部，例如固定螺钉即為一例；其它螺钉的头部则可能有扁平或“埋头”（countersunk）设计，可以将整個钉头隐藏在目标物体內不暴露出来。
大部份螺钉的螺紋都有一定的方向，以順時針方向旋轉時可將螺钉拧紧，這種螺钉稱為右旋螺钉。與上述相反的左旋螺钉只有在特定情形下使用，因为有些應用下右旋螺钉會因为受到逆時針方向的外力而松脱，所以就需要使用左旋螺钉，例如腳踏車的左側踏板就會使用左旋螺钉。不過汽車左右側的車輪都是用右側螺钉旋緊，沒有資料顯示車輪鬆脫與旋紋方向有直接關係。

## 螺釘和螺栓的區別

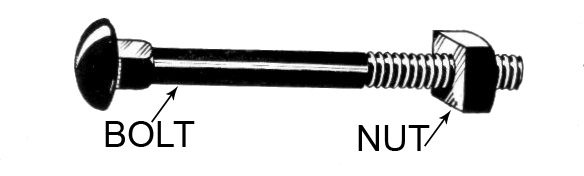
一個有方型螺帽的螺栓

在中国大陆，比较小的螺栓被称为螺钉，无端帽的螺栓就称为螺杆。美國出版的《机械设计手册》中有關螺钉和螺栓的差異說明如下：
螺栓是一種外圈有螺紋的緊固件，目的在將螺栓插入孔中，固定組合件，而且一般會配合螺帽，旋轉螺帽來旋緊或是旋鬆螺栓。螺钉也是一種外圈有螺紋的緊固件，目的在將杆部插入孔中，固定組合件，而且一般會配合孔上已有的內螺紋，或是由螺絲在孔上產生的內螺紋的帽，一般會旋轉钉頭來旋緊或是旋鬆螺钉。若一緊固件有外螺紋，在組合好之後只能透過旋轉螺帽來旋緊或旋鬆，那就是螺栓（例如扁圓頭螺栓、軌條螺栓、防松螺栓）。若一緊固件有外螺紋，不配合螺帽使用，那就是螺钉（例如木頭螺钉、自攻螺钉）。
上述的差異和ASME B18.2.1一致，也和一些字典上螺钉及螺栓的定義一致 。
不過也存在其他的定義方式。例如, 螺钉一般為尖尾牙，無須預鑽孔；螺栓一般牙尾平整，需要搭配螺帽或須預鑽孔。

## 分類
分類有相多總，主要為機械牙螺釘、自攻螺釘和鑽尾螺釘三種。

### 機械牙螺釘
機械牙螺釘主要應用於建築工程、車用、機械、電子、航太等。正常使用會搭配螺帽，或已預鑽內牙的孔使用。在不管頭形之下，機械牙的製造是最簡單的。市場上，除了低公差的航太用螺釘，超微小的手機精密螺釘（公差最低），與醫療用（植牙）的螺釘，基本上相同的標準機械牙扣件製作上並沒有差別。

### 自攻螺釘
自攻螺釘主要應用於建築工程、木用、裝潢等。相較於機械牙螺釘需要的預鑽孔，自攻螺釘完全省略這個步驟。在1960－1980年代，號稱台灣的高科技產業。因其便利性一直都是歐美建築工程上的主流扣件。

### 鑽尾螺釘
鑽尾螺釘主要應用於建築工程、屋頂、鐵皮屋等。在鑽尾螺釘還沒開發之前，多數鐵鈑都能預鑽孔，部分1mm薄板還勉強能用自攻牙入，但是晃動。因此鑽尾螺釘的設計多數為細牙。

## 材料
螺釘及螺栓一般是用鋼製成，若需要有良好的耐蝕性及耐候性（例如醫療植入物中的小螺釘），則會選用不鏽鋼、青銅、鈦、矽青銅或蒙乃尔合金。
不同材料之間的伽凡尼腐蝕可以用選擇適當的材料來避免（例如在雙層玻璃軌道中使用鋁製螺絲）。若要耐蝕性非常好，強度中等，或是需要絕緣，可以用塑膠材質，例如尼龙或聚四氟乙烯。
一般來說螺釘為了避免腐蝕，會加上表面塗層（如不鏽鋼螺釘上鍍鋅）或是用其他方式改善材料表面的特性。
選擇螺釘材料需考慮其體積、需要強度、耐蝕性、接合金屬、成本及溫度。

## 製造

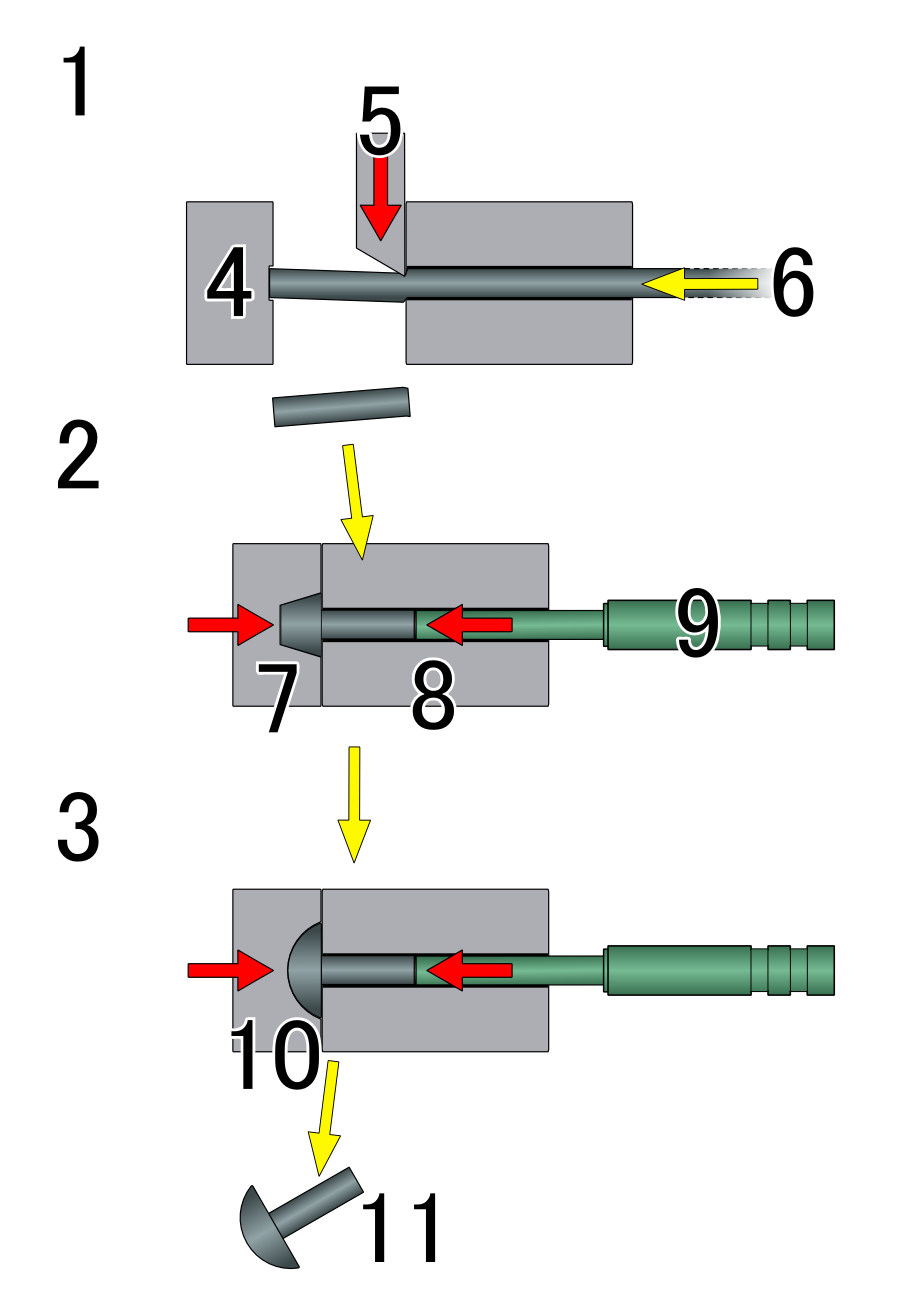

螺釘的製造可以分為三個步驟：鍛頭、攻螺紋以及鍍層。螺釘的原料是成卷的金屬絲，大型螺釘的原料可能是棒材，原料會依螺釘尺寸，切割為適合加工的長度，之後再進行鍛頭，是冷加工鍛造螺釘頭部的程序，鍛頭會讓螺釘頭的部份成形，機器中模具的形狀會決定螺釘頭的外形，例如平頭螺釘的模具對應部份也是平的。若是較複雜的形狀，會用二次鍛頭程序，使螺釘頭可以完整成形，使用此生產方式的原因是其高產率，而且在本質上沒有廢料。若是螺釘頭上有槽的螺絲，會需要一個額外的步驟來產生螺釘頭上的槽，這會用開槽機（slotting machine）來進行。
鍛頭後的螺釘會進行攻螺紋，有些是利用螺旋滚压成形（thread rolling）的方式處理，有些則是用切削的方式處理經過。接下來會用木頭及皮革類材料進行滚筒抛光，清理工件並且抛光。大部份的螺釘需要有鍍層來防止腐蝕，可能是电镀鋅或是或是加上黑氧化物鍍層。

## 螺釘起子的種類
現在的螺釘會設計有不同形狀的頭，配合不同的螺釘起子使用，因此需要搭配的螺釘起子才能轉鬆或轉緊，美國最常見的一字及十字的螺釘起子，六角形、方形頭的（羅伯森螺釘）、六角星形的在一些領域也會用到，有些起子是用在量產品的自動組裝中，有些少見的起子是用在一些防止篡改的應用中，例如一些不該由家庭維修人員打開維修的電器用品。

## 歷史

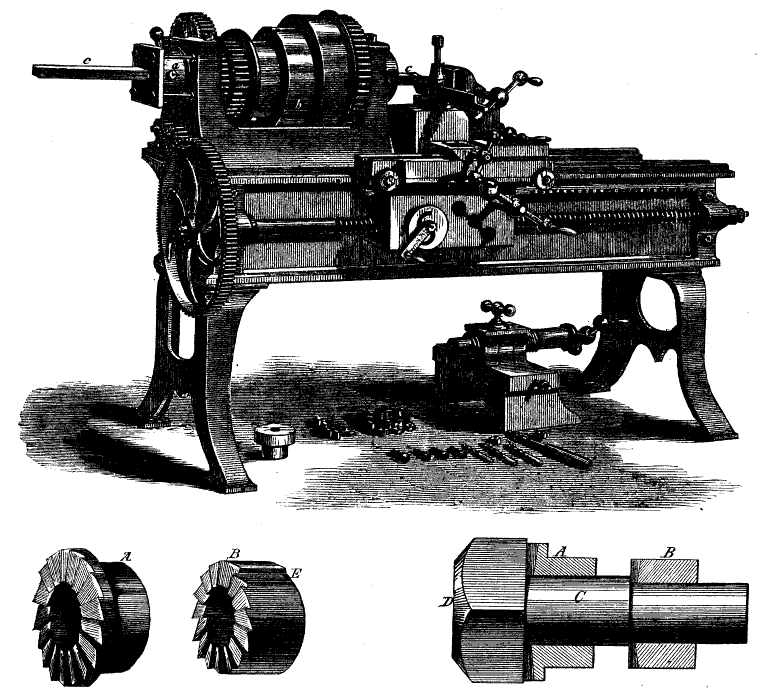
1871年的車床，配合导螺杆進行單點的螺釘切削

希臘數學家阿爾庫塔斯曾經描述過螺釘的原理。在西元第一世紀時，地中海世界已開始將木頭螺釘用在螺旋压机中，可以由橄欖中压製橄欖油，也可以從葡萄中榨汁釀酒。在十五世紀之前，歐洲很少用金屬螺釘作為緊固件。
維爾托德·羅伯津斯基證明手持的螺釘起子在中古時期就已經存在（最晚為西元1580年），不過到了十八世紀才配合有螺紋緊固件的商業化，開始廣為使用。
在螺紋緊固件廣為使用之前，有許多不同的緊固方式。多半和木工及鍛造有關，和機械加工較無關，用到的概念像定縫銷釘及銷、楔形物、榫卯、楔形榫頭、钉子、鍛焊及其他用皮革或纖維打結後綁束起來。在十九世紀中之前，造船時會用開口銷、銷螺栓或是鉚釘固定，當時也有黏合剂，但種類不像現代這裡多。
一直用十八世紀有機床可以大量生產螺釘後，金屬螺釘才變成常用的緊固件，此技術約在1760年代及1770年代發展，沿著二個分開的工藝途徑，但很快就融合了：木頭螺釘（用在木頭固定上的金屬材質螺釘）是用單一用途、高產率的機床加工，以及低量、模具車間式生產的V螺紋機械螺釘，可以選擇各種不同的螺距。
上述第一種工藝途徑是由英國斯塔福德郡的雅各及威廉·惠雅特兄弟（brothers Job and William Wyatt）先提出，他們在1760年申請一項專利，現在頂多可以稱為螺釘機的早期版本，它利用導螺桿來導引切削刀刃產生所需的螺距，螺釘槽型是由旋轉銼產生，當時的主軸靜止不動。到1776年他們才建好第一個木工螺絲廠，並且開始營運。他們的企業失敗了，不過新的業主營運好轉，在1780年代一天生產了16,000顆螺釘，只需要30個工人，這種工業生產的生產性及產能是現在工業的標準，但在當時是革命性的突破。
同時，英國的工具製造者杰西·拉姆斯登也在從事刀具和沖模工，遇到螺釘切削的問題，在1777年他發明了第一台令人滿意的螺钉车床。英國工程師亨利·莫兹利因為用他的螺钉车床將此技術普及化，因此享有盛名，使用的螺钉车床是1797年及1800年車床，其中包括導螺桿、滑座、變齿轮的齿轮組，都是工業生產的標準比例。他統一了惠雅特兄弟及拉姆斯登生產螺釘的方式，利用已經在生產木工螺釘的方式來生產機械螺釘，是刺激生產的商品化。他的公司在十年後仍然是工具機的領導品牌。當時的蘇格蘭工程師詹姆斯·内史密斯誤述了莫兹利「發明」了滑座，這是不正確的，莫兹利使得車床得以普及化。

## 工具
一般旋緊或旋鬆螺絲的手工具稱為螺釘起子，若需使用電源，稱為電動螺釘起子。電鑽若配合一些配件，也可以當電動螺釘起子使用。若螺釘旋緊的力矩需較精準，可以利用扭力限制起子，提供足夠又不會太大的扭力。若是六角頭的螺釘，一般會使用扳手固定。

## 螺紋標準
有關螺紋的螺距、直徑等相關標準，有許多不同的系統加以規範，但世界上大多數地區已用ISO公制螺紋（M系列螺紋）取代舊有的系統，定義在國際標準ISO 68-1中，其他系統中較常用的有英制惠氏标准螺纹（B.S.W螺紋(B.S.F)）、英國協會螺紋（B.A.螺紋）及統一螺紋標準等。

## 其他的固定方式
固定物體除了使用螺釘外，也可以使用釘子、铆钉、大头针、弹性销、焊接、銲錫、硬焊、黏合劑、膠帶等。

## 外部連結
- 螺絲種類介紹-無頭螺絲 （页面存档备份，存于）
- 螺絲知識王 — 公制英制常見規格對照表 （页面存档备份，存于）
- 螺絲中英文對照表 （页面存档备份，存于）
- 螺絲中日文對照表 （页面存档备份，存于）
- 螺絲英制與公制換算對照表 （页面存档备份，存于）